# Lever-Nunatakker
Die Lever-Nunatakker sind eine Gebirgskette aus Nunatakkern im ostantarktischen Viktorialand. In den zu den Quartermain Mountains gehörenden Wilkniss Mountains erstrecken sie sich vom Fulcrum am Kopfende des Creagh-Gletschers in südlicher Richtung.
Das New Zealand Geographic Board benannte sie 1994. Die Gebirgskette wirkt wie ein Hebel (englisch lever), der um den Angelpunkt in Form des Fulcrum bewegt wird.